# Liste der Biografien/Mali
Liste der Biografien |
Portal Biografien |
Personensuche
# |
A |
B |
C |
D |
E |
F |
G |
H |
I |
J |
K |
L |
M |
N |
O |
P |
Q |
R |
S |
T |
U |
V |
W |
X |
Y |
Z |
?
 
Ma |
Mb |
Mc |
Md |
Me |
Mf |
Mg |
Mh |
Mi |
Mj |
Mk |
Ml |
Mm |
Mn |
Mo |
Mp |
Mq |
Mr |
Ms |
Mt |
Mu |
Mv |
Mw |
Mx |
My |
Mz
 
Maa |
Mab |
Mac |
Mad |
Mae |
Maf |
Mag |
Mah |
Mai |
Maj |
Mak |
Mal |
Mam |
Man |
Mao |
Map |
Maq |
Mar |
Mas |
Mat |
Mau |
Mav |
Maw |
Max |
May |
Maz
 
Mala |
Malb |
Malc |
Mald |
Male |
Malf |
Malg |
Malh |
Mali |
Malj |
Malk |
Mall |
Malm |
Maln |
Malo |
Malp |
Malq |
Malr |
Mals |
Malt |
Malu |
Malv |
Malw |
Maly |
Malz
Die Liste der Biografien führt alle Personen auf, die in der deutschsprachigen Wikipedia einen Artikel haben. Dieses ist eine Teilliste mit 248 Einträgen von Personen, deren Namen mit den Buchstaben „Mali“ beginnt.

## Mali
- Mali, Andreja (* 1977), slowenische Biathletin und Skilangläuferin
- Mali, Antara (* 1979), indische Schauspielerin
- Mali, Christian (1832–1906), deutscher Maler
- Mali, Franz (* 1960), österreichischer römisch-katholischer Priester und Theologe
- Mali, Johannes Cornelis Jacobus (1828–1865), niederländisch-deutscher Maler
- Mali, Nikolos (* 1999), georgischer Fußballspieler
- Mali, Siniša (* 1972), serbischer Politiker und Ökonom

### Malia
- Malia (* 1978), britisch-malawische Jazz-Sängerin
- Malia, Liz (* 1949), US-amerikanische Politikerin

### Malib
- Malibran, Maria (1808–1836), französische Opernsängerin (Mezzosopran)Maria Malibran (1808–1836)

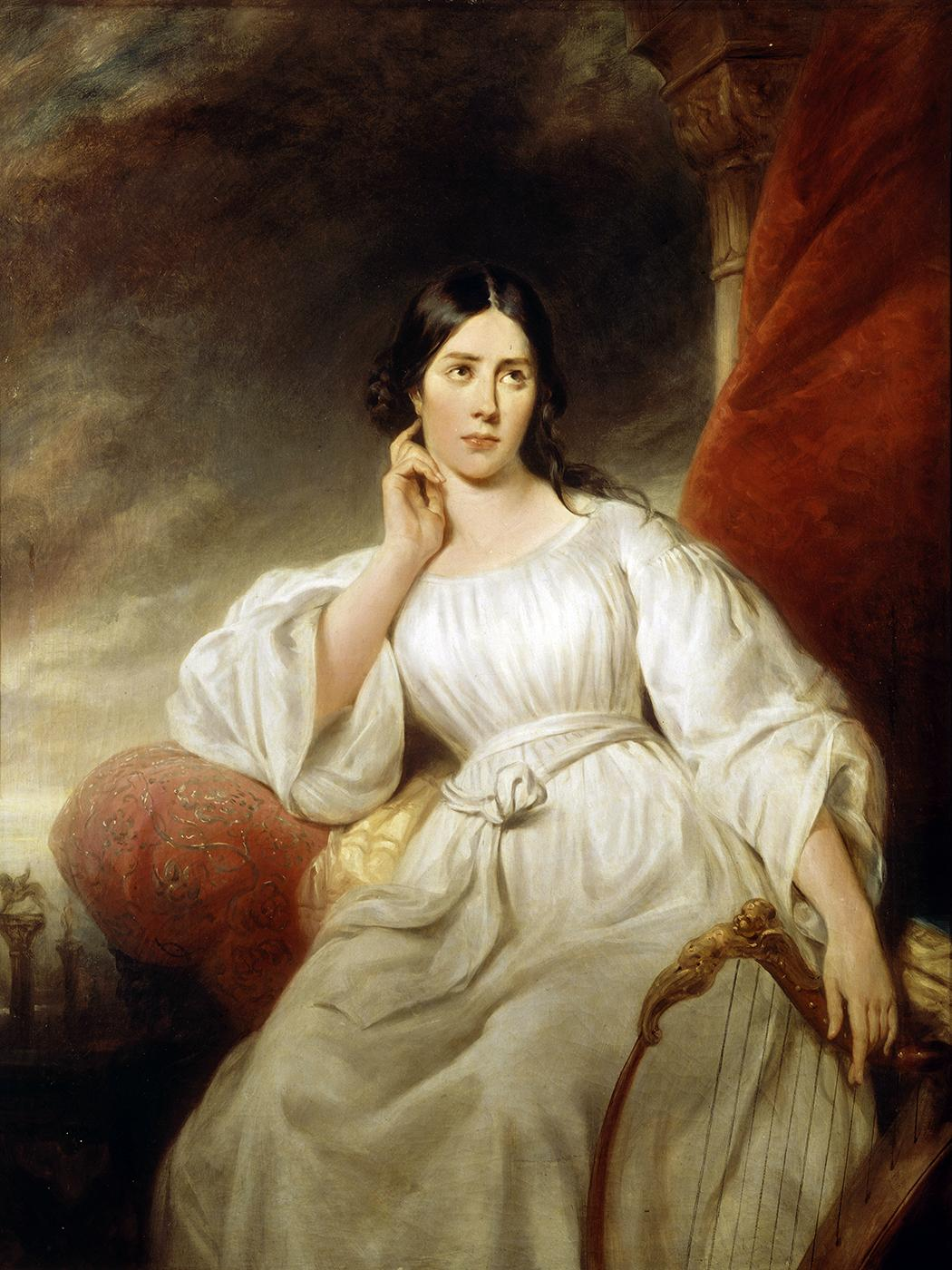
Maria Malibran (1808–1836)

### Malic
- Malić, Arjan (* 2005), bosnischer Fußballspieler
- Malic, Ermin (* 1980), deutscher theoretischer Physiker
- Malic, Nedeljko (* 1988), bosnischer Fußballspieler
- Malicdem, Noel (* 1977), philippinischer Dartspieler
- Malice, Luigi (* 1937), italienischer Künstler und Maler
- Malice, Michael (* 1976), ukrainisch-US-amerikanischer Autor, Podcaster und Kolumnist
- Malich, Burkhard (* 1936), deutscher Schachspieler
- Malich, Karel (1924–2019), tschechischer Bildhauer, Maler und Grafiker
- Malichus I., König der Nabatäer
- Malichus II., König der Nabatäer
- Malick, Fatimatou Abdel (* 1958), mauretanische Bürgermeisterin
- Malick, Terrence (* 1943), US-amerikanischer Drehbuchautor, Filmregisseur und -produzentTerrence Malick (* 1943)

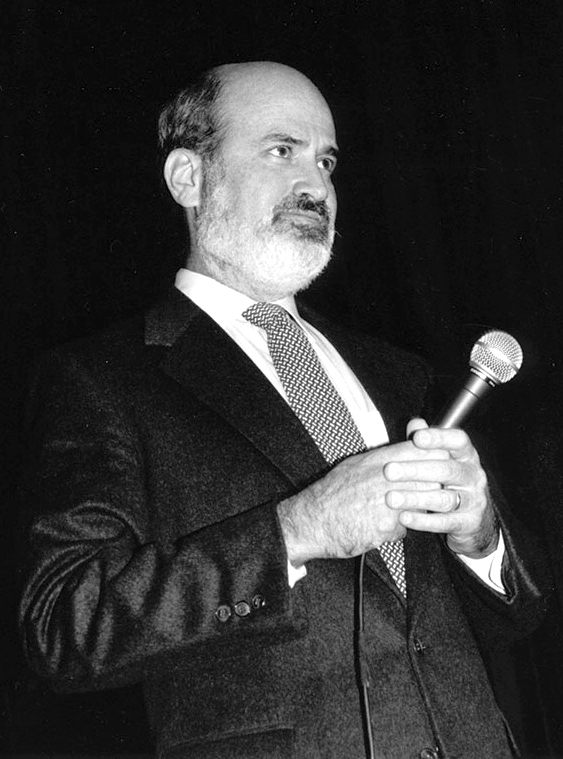
Terrence Malick (* 1943)

- Malick, Wendie (* 1950), US-amerikanische Schauspielerin
- Malicka, Maria (1900–1992), polnische Schauspielerin
- Malicki, Grégory (* 1973), französischer Fußballtorwart
- Malicki-Sánchez, Keram (* 1974), kanadischer Schauspieler
- Malicky, Hans (* 1935), österreichischer Entomologe und Hochschullehrer
- Malicsek, Lukas (* 1999), österreichischer Fußballspieler
- Malicsek, Philipp (* 1997), österreichischer Fußballspieler

### Malie
- Maliekal, Jacob (* 1991), südafrikanischer Badmintonspieler
- Malielegaoi, Sailele Tuilaʻepa (* 1945), samoanischer Politiker, Außenminister und Regierungschef von Samoa
- Maliepaard, Bas (1938–2024), niederländischer Radrennfahrer

### Malig
- Malige, Fred (1895–1985), deutscher Violinist und Komponist
- Malignaggi, Paul (* 1980), US-amerikanischer Boxer

### Malih
- Malih, Haitham al- (* 1931), syrischer Demokratieaktivist, Rechtsanwalt und ehemaliger Richter
- Malîhin, Policarp (* 1954), rumänischer Kanute

### Malik
- Malik Ahmad († 1399), Sultan von Khandesh, stammte aus der Faruqi-Dynastie
- Malik al-Rahim, al- (* 1016), Emir
- Malik az-Zahir, Sultan von Pasai
- Mālik b. Abī s-Samḥ aṭ-Ṭāʾī, medinesischer Sänger und Musiker
- Mālik ibn Anas († 795), Begründer der malikitischen Rechtsschule (Madhhab)
- Malik ibn ar-Raib, arabischer Dichter
- Malik Kafur († 1316), Heerführer des Sultans von Delhi
- Malik Schah I. (1055–1092), Sohn Alp Arslans und Seldschuken-SultanMalik Schah I. (1055–1092)

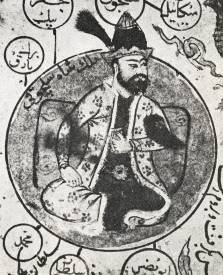
Malik Schah I. (1055–1092)

- Malik Schah I. (1096–1117), Sultan von Rum
- Malik, Abdul (* 1968), singapurischer Fußballschiedsrichter
- Malik, Abdul Motaleb (1905–1977), pakistanischer Diplomat und Politiker
- Malik, Adam (1917–1984), indonesischer Politiker und Diplomat
- Malik, Andrzej (* 1970), polnischer Skispringer
- Malik, Anu (* 1960), indischer Filmkomponist
- Malik, Art (* 1952), britischer Schauspieler
- Malik, Ayesha (* 1966), pakistanische Juristin
- Malik, Charles (1906–1987), libanesischer Politiker, Präsident der 13. UN-Generalversammlung (1958)
- Malik, Curtis (* 1999), englischer Squashspieler
- Malik, Dietmar (* 1970), deutscher Jurist, Richter am Bundesgerichtshof
- Malik, Ewa (* 1961), polnische Politikerin, Mitglied des Sejm
- Malik, Fredmund (* 1944), österreichischer WirtschaftswissenschaftlerFredmund Malik (* 1944)

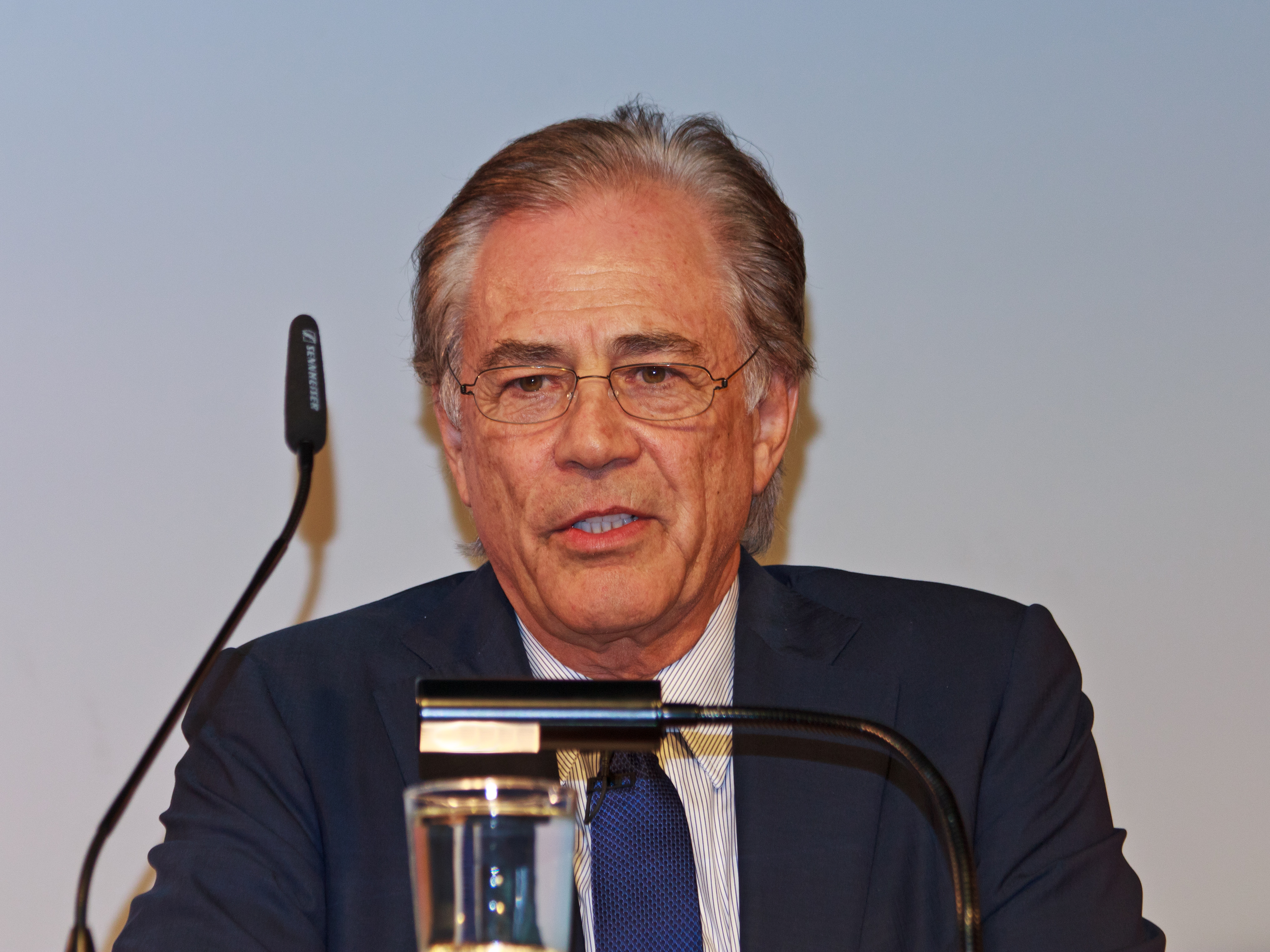
Fredmund Malik (* 1944)

- Malik, Gulfam (* 1957), deutscher Politiker (SPD), MdHB
- Malik, Hanzala (* 1956), schottischer Politiker
- Malik, Iftikhar (* 1990), deutscher Politiker (SPD), MdHB
- Malik, Jakow Alexandrowitsch (1906–1980), sowjetischer Diplomat und Politiker
- Malik, Jameela (1946–2020), indische Schauspielerin
- Malik, Janusz (* 1964), polnischer Skispringer
- Malik, Jitendra (* 1960), US-amerikanischer Informatiker
- Malik, Julia (* 1976), deutsche SchauspielerinJulia Malik (* 1976)

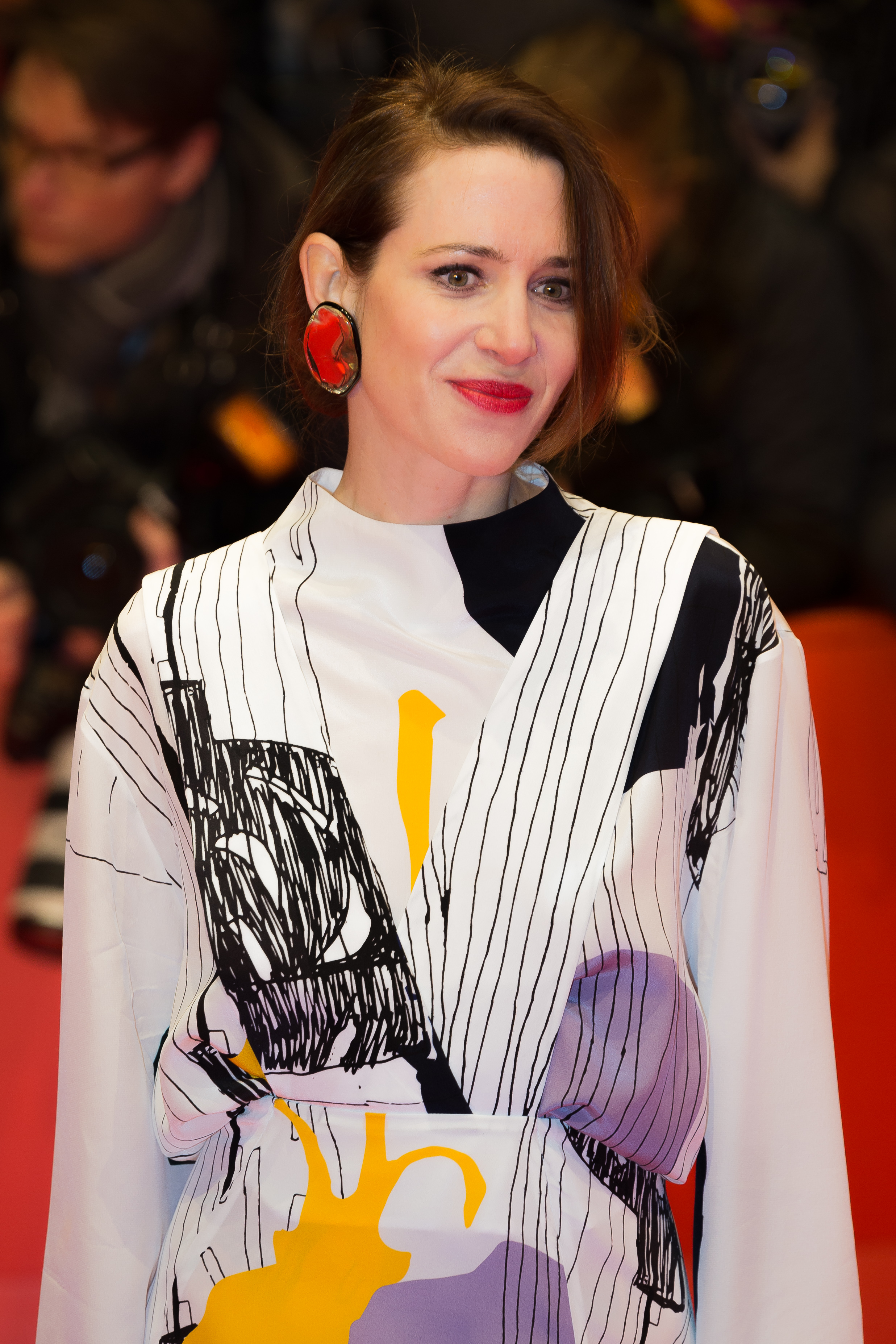
Julia Malik (* 1976)

- Malik, Kenan (* 1960), britischer Publizist
- Malik, Kolja (* 1990), deutscher Filmregisseur und Drehbuchautor
- Malík, Marek (* 1975), tschechischer Eishockeyspieler und -trainer
- Malik, Moazzam, britischer Wirtschaftswissenschaftler und Diplomat
- Malik, Muhammad Asad (1941–2020), pakistanischer Hockeyspieler
- Malik, Omar Hayat (1894–1982), pakistanischer Diplomat
- Malik, Osama (* 1990), australischer Fußballspieler
- Malik, Paul (1890–1976), deutscher Maler und Bühnenbildner
- Malik, Polina (* 1998), israelische Volleyballspielerin
- Malik, Poppy (* 2003), britische Sprinterin
- Malik, Ram (* 1991), indischer Fußballspieler
- Malik, Raphe (1948–2006), US-amerikanischer Free-Jazz-Trompeter
- Malik, Rehman (1951–2022), pakistanischer Politiker
- Malik, Richard (1909–1945), deutscher Fußballspieler
- Malik, S. K. (* 1930), pakistanischer Offizier der pakistanischen Armee
- Malik, Sakshi (* 1992), indische Ringerin
- Malik, Satya Pal (1946–2025), indischer PolitikerSatya Pal Malik (1946–2025)

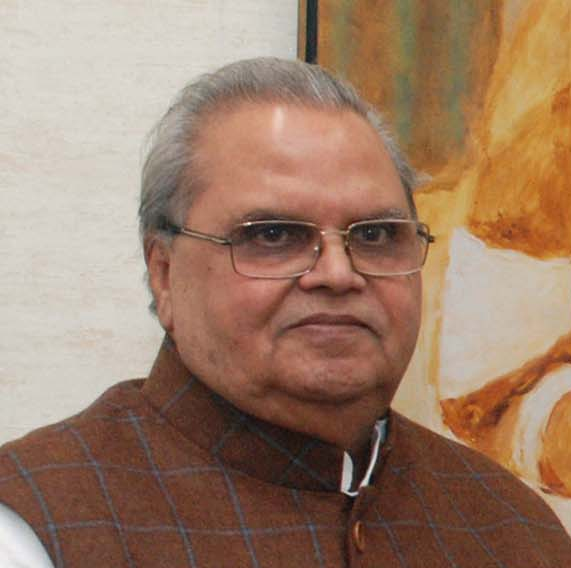
Satya Pal Malik (1946–2025)

- Malik, Serge (* 1955), französischer Fusionmusiker (Gitarre, Arrangement) und Musikproduzent
- Malik, Tegwen (* 1975), walisische Squashspielerin
- Malik, Timur, Statthalter der Stadt Chudschand im heutigen Tadschikistan während der Herrschaft der Choresm-Schahs in Zentralasien
- Malik, Torrie (* 2004), englische Squashspielerin
- Malik, Vinzenz (1854–1924), österreichischer Politiker (DnP), Abgeordneter zum Nationalrat
- Malik, Witthart, deutscher Cembalist und Komponist
- Malik, Wittwulf Y (* 1946), deutscher Musiker, Komponist und Performance-Künstler
- Malik, Zbigniew (* 1962), polnischer Skispringer
- Məlik-Aslanov, Xudadat bəy (1879–1935), aserbaidschanischer Staatsmann, Politiker, Ingenieur und Lehrer
- Malik-Schah II., Sultan der Seldschuken
- Maliki, Nuri al- (* 1950), irakischer Politiker, Premierminister
- Maliki, Riyad al- (* 1955), palästinensischer Bauingenieur und Hochschullehrer sowie Politiker und Außenminister
- Malikoff, Nikolai (1874–1931), russisch-ukrainischer Filmregisseur und Schauspieler mit intensiver Karriere beim deutschen Stummfilm
- Məlikov, Arif (1933–2019), sowjetischer und aserbaidschanischer Komponist
- Məlikov, Rail (* 1985), aserbaidschanischer Fußballspieler
- Malikova, Anna (* 1965), usbekische Konzertpianistin
- Malíková, Barbora (* 2001), tschechische Sprinterin
- Malikova, Marjona (* 2002), usbekische Schachspielerin
- Malíková, Tereza (* 1991), tschechische Tennisspielerin
- Malíková, Zuzana (* 1983), slowakische Geherin
- Malikow, Andrei Lwowitsch (* 1954), sowjetischer Eisschnellläufer
- Malikowa, Katja (* 1994), ukrainische Tennisspielerin
- Malikowski, Meta (1886–1978), deutsche Politikerin (Sozialdemokratische Partei der Freien Stadt Danzig)
- Malikyan, Kevork (* 1943), britischer Schauspieler armenischer Abstammung
- Malikyar, Abdullah (1909–2002), afghanischer Diplomat und Politiker
- Məlikyeqanov, Cavad bəy (1878–1937), aserbaidschanischer Politiker

### Malil
- Malil, Shelley (* 1964), indisch-amerikanischer Schauspieler
- Malila, Franck Mwe di (* 1968), kongolesischer Politiker
- Malile, Reiz (1924–2003), albanischer kommunistischer Diplomat und Politiker

### Malim
- Malima, Philemon (* 1946), namibischer Politiker und ehemaliger Minister

### Malin
- Malin, Andreas (* 1994), liechtensteinischer Fußballspieler
- Malin, David (* 1941), anglo-australischer Astronom und Astrofotograf
- Malin, Georg (* 1926), Liechtensteiner Künstler und Historiker
- Malin, Ilmar (1924–1994), estnischer Maler
- Malin, Jaan (* 1960), estnischer Lyriker
- Malin, Jean-Pierre (1942–2022), französischer Neurologe und Neurotraumatologe
- Malin, Jesse (* 1968), US-amerikanischer Rockmusiker
- Malin, Johann August (1902–1942), österreichischer Geologe
- Malin, Markus (* 1987), finnischer Snowboarder
- Malin, Michael C. (* 1950), US-amerikanischer Physiker, Planetologe und Geowissenschaftler
- Malin, Sam (* 1963), kanadischer Unternehmer
- Malin, Shimon (1937–2017), Physiker
- Malina, Andrzej (* 1960), polnischer Ringer
- Malina, Bruce J. (1933–2017), US-amerikanischer römisch-katholischer Theologe und Neutestamentler
- Malina, Frank (1912–1981), US-amerikanischer Raketeningenieur
- Malina, Josef B. (1893–1960), österreichischer Schriftsteller und Drehbuchautor
- Malina, Joshua (* 1966), US-amerikanischer Schauspieler
- Malina, Judith (1926–2015), amerikanische Theater- und Filmschauspielerin, Autorin und Regisseurin; Mitbegründerin des „Living Theatre“Judith Malina (1926–2015)

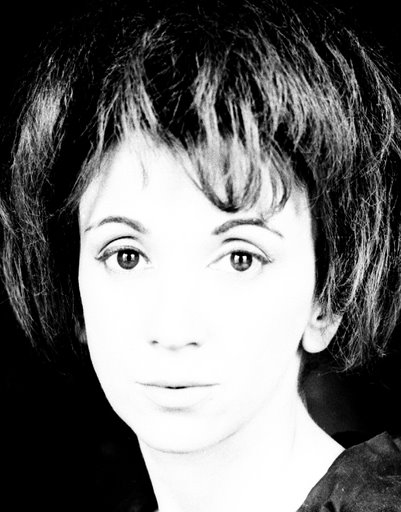
Judith Malina (1926–2015)

- Malina, Kai-Peter (* 1989), deutscher Schauspieler
- Malinar, Angelika (* 1961), deutsche Indologin
- Malinauskas, Mindaugas (* 1983), litauischer Fußballspieler
- Malinauskas, Peter (* 1980), australischer Gewerkschaftsfunktionär und Politiker (Labor Party), Premierminister von South Australia
- Malinauskas, Ričardas (* 1965), litauischer Politiker
- Malinauskas, Viliumas (* 1942), litauischer Unternehmer, Museumsleiter und Museumsgründer, Träger des Alternativen Nobelpreises von Harvard
- Malinchak, Chris, US-amerikanischer DJ und Musikproduzent
- Malinche, indianische Dolmetscherin und Geliebte des spanischen Eroberers Hernán Cortés
- Malinconico, Andrea (1635–1698), italienischer Maler des Barock
- Malinconico, Nicola (1663–1727), italienischer Maler und Freskant des Spätbarock (neapolitanische Schule)
- Mălineanu, Henry (1920–2000), rumänischer Komponist, Dirigent und Songwriter
- Malinen, Juha (* 1958), finnischer Fußballtrainer
- Malinga, Alex (* 1974), ugandischer Langstreckenläufer
- Malinga, Lasith (* 1983), sri-lankischer Cricketspieler und Mannschaftskapitän der sri-lankischen Nationalmannschaft
- Malinga, Thulani (* 1955), südafrikanischer Boxer
- Malinger, Ross (* 1984), US-amerikanischer Schauspieler
- Malingre, Lionel (* 1951), französischer Sprinter
- Malini, Hema (* 1948), indische Filmschauspielerin
- Malini, Max (1873–1942), US-amerikanischer Zauberkünstler
- Maliniak, Arie (* 1949), israelischer Basketballspieler
- Maliniak, Georg (1895–1949), Solokorrepetitor und Assistenzkapellmeister
- Maliniemi, Aarno (1892–1972), finnischer Historiker
- Malinin, Alexander Nikolajewitsch (* 1958), russischer Sänger
- Malinin, Ilia (* 2004), US-amerikanischer EiskunstläuferIlia Malinin (* 2004)

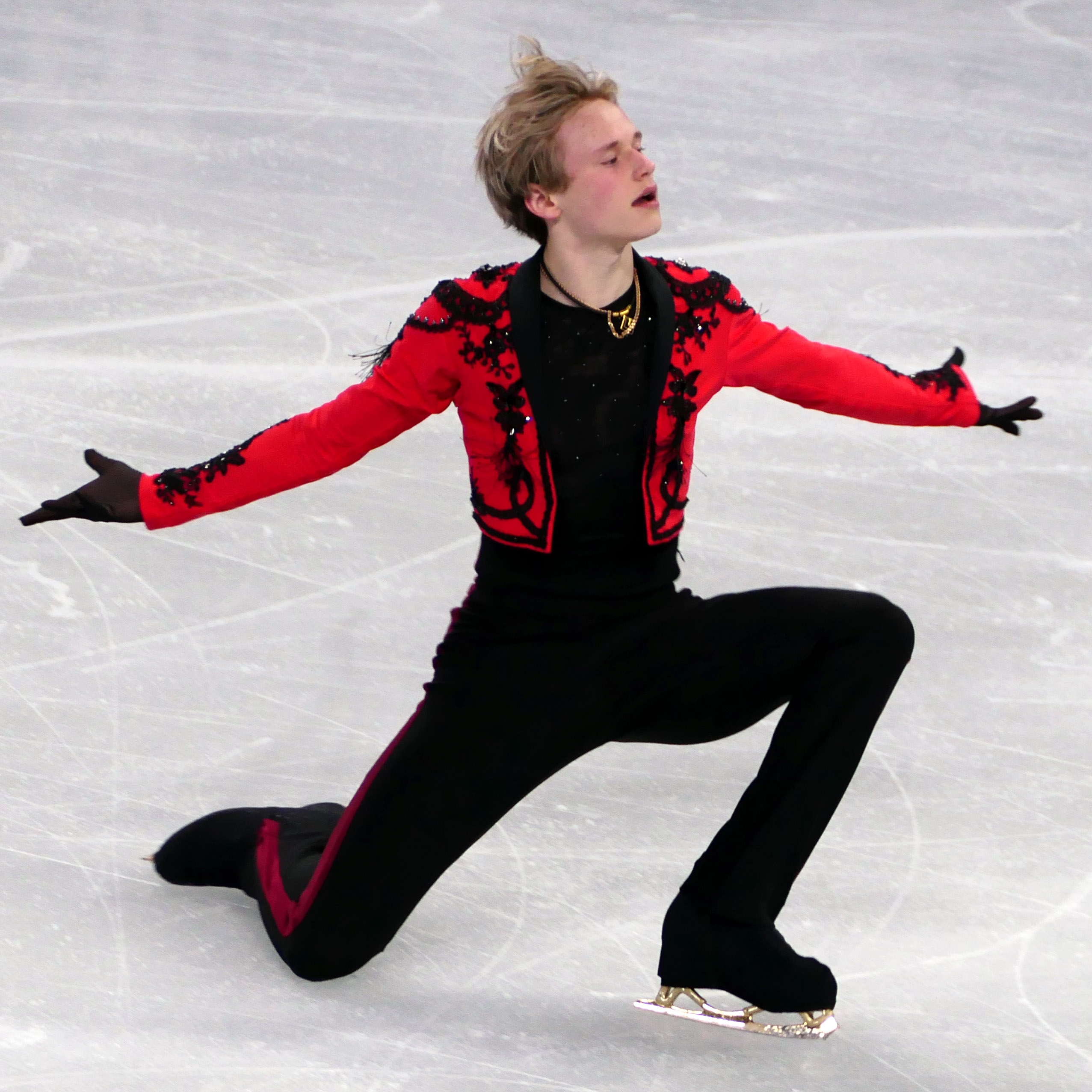
Ilia Malinin (* 2004)

- Malinin, Jewgeni Wassiljewitsch (1930–2001), russischer Pianist und Musikpädagoge
- Malinin, Michail Sergejewitsch (1899–1960), sowjetischer General
- Malinina, Tatjana (* 1973), usbekische Eiskunstläuferin
- Malinke, Lo (* 1970), deutscher Kabarettist und Autor
- Malinkewitz, Detlef (* 1966), deutscher Sänger
- Malinkiewicz, Olga (* 1982), polnische Physikerin
- Malinkowa, Trudla (* 1955), sorbische Kulturwissenschaftlerin und Historikerin
- Malinnikowa, Jewgenija Wladimirowna (* 1974), russische Mathematikerin
- Malinouski, Aljaksandr (* 1964), sowjetisch-belarussischer Handballspieler und -trainer
- Malinová, Andrea (* 1992), slowakische Squashspielerin
- Malinová, Aneta (* 1993), tschechische Fußballspielerin
- Malinovsky, Igor (* 1977), russischer Violinist
- Malinow, Aleksandar (1867–1938), bulgarischer Politiker und Ministerpräsident
- Malinow, Kristijan (* 1994), bulgarischer Fußballspieler
- Malinow, Swetoslaw (* 1968), bulgarischer Politiker, Politologe, MdEP
- Malinowskaja, Vera (1900–1988), sowjetische Schauspielerin beim heimischen und deutschen Stummfilm
- Malinowski, Bernadette (* 1965), deutsche Germanistin
- Malinowski, Bogusław (* 1949), polnischer Eishockeyspieler
- Malinowski, Bronisław (1884–1942), britischer Sozialanthropologe, Begründer des britischen Funktionalismus
- Malinowski, Bronisław (1951–1981), polnischer Hindernisläufer und Olympiasieger
- Malinowski, David, Maskenbildner und Spezialeffektkünstler
- Malinowski, Ernest (1818–1899), polnischer, in Frankreich ausgebildeter Bauingenieur, plante in Peru den Ferrocarril Central Andino
- Malinowski, Fredi (* 1971), deutscher Schlagersänger
- Malinowski, Igor Wladimirowitsch (1997–2022), russischer Biathlet
- Malinowski, Jordan (1923–1996), bulgarischer Physikochemiker
- Malinowski, Kyra (* 1993), deutsche Fußballspielerin
- Malinowski, Lucjan (1839–1898), polnischer Linguist, Hochschullehrer in Krakau
- Malinowski, Merlin (* 1958), kanadischer Eishockeyspieler und -trainer
- Malinowski, Pawel Petrowitsch (1869–1943), russischer Architekt und Politiker
- Malinowski, Rodion Jakowlewitsch (1898–1967), sowjetischer Marschall und VerteidigungsministerRodion Jakowlewitsch Malinowski (1898–1967)

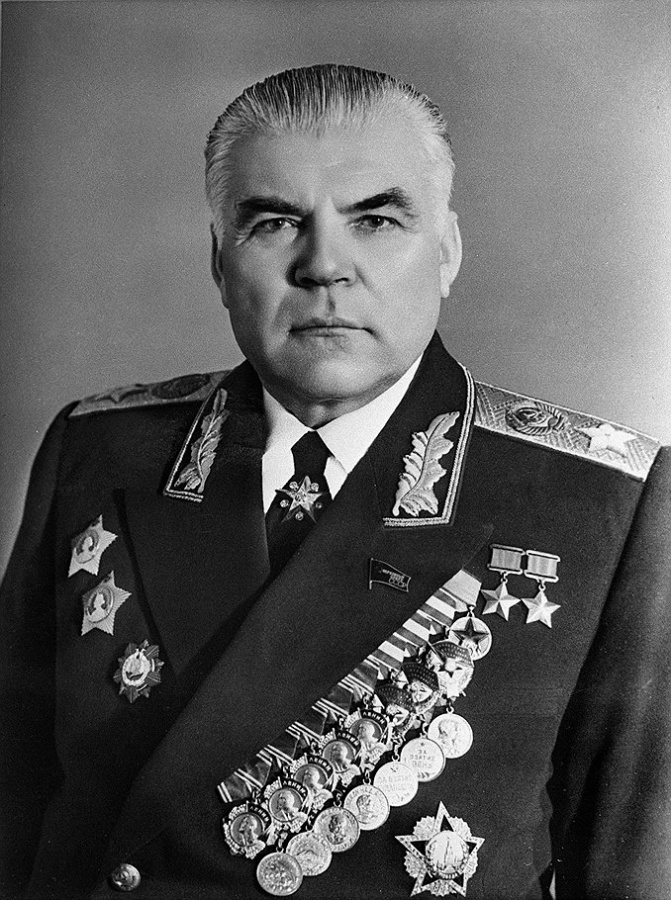
Rodion Jakowlewitsch Malinowski (1898–1967)

- Malinowski, Roman (1935–2021), polnischer Wirtschaftswissenschaftler und Politiker
- Malinowski, Roman Wazlawowitsch (1876–1918), russischer Revolutionär und Geheimagent
- Malinowski, Sebastian (* 1998), deutscher Fußballspieler
- Malinowski, Stephan (* 1966), deutscher Historiker
- Malinowski, Tom (* 1965), polnisch-US-amerikanischer Diplomat und Politiker
- Malinowski, Wiktor (* 1994), polnisch-belarussischer Poker- und Handballspieler
- Malinowski, Wiktor Petrowitsch (1928–2011), russischer Künstler
- Malinowskyj, Ruslan (* 1993), ukrainischer Fußballspieler
- Māliņš, Germans (* 1987), lettischer Fußballtorhüter
- Malinský, Josef (1752–1827), tschechischer Bildhauer und Schnitzer
- Malinvaud, Edmond (1923–2015), französischer Wirtschaftswissenschaftler
- Malinverni, Giorgio (* 1941), Schweizer Jurist, Universitätsprofessor und Richter
- Malinverni, Pete (* 1957), US-amerikanischer Jazzmusiker
- Malinverni, Stefano (1959–2024), italienischer Leichtathlet

### Malio
- Malio, Nouhou (1915–1986), nigrischer Erzähler
- Maliotaki, Popi (* 1971), griechische Sängerin

### Malip
- Malipiero, Domenico (1445–1513), venezianischer Admiral
- Malipiero, Felicia, Ehefrau des Dogen Pietro Orseolo
- Malipiero, Francesco (1824–1887), italienischer Opernkomponist
- Malipiero, Gian Francesco (1882–1973), italienischer Komponist und MusikwissenschaftlerGian Francesco Malipiero (1882–1973)

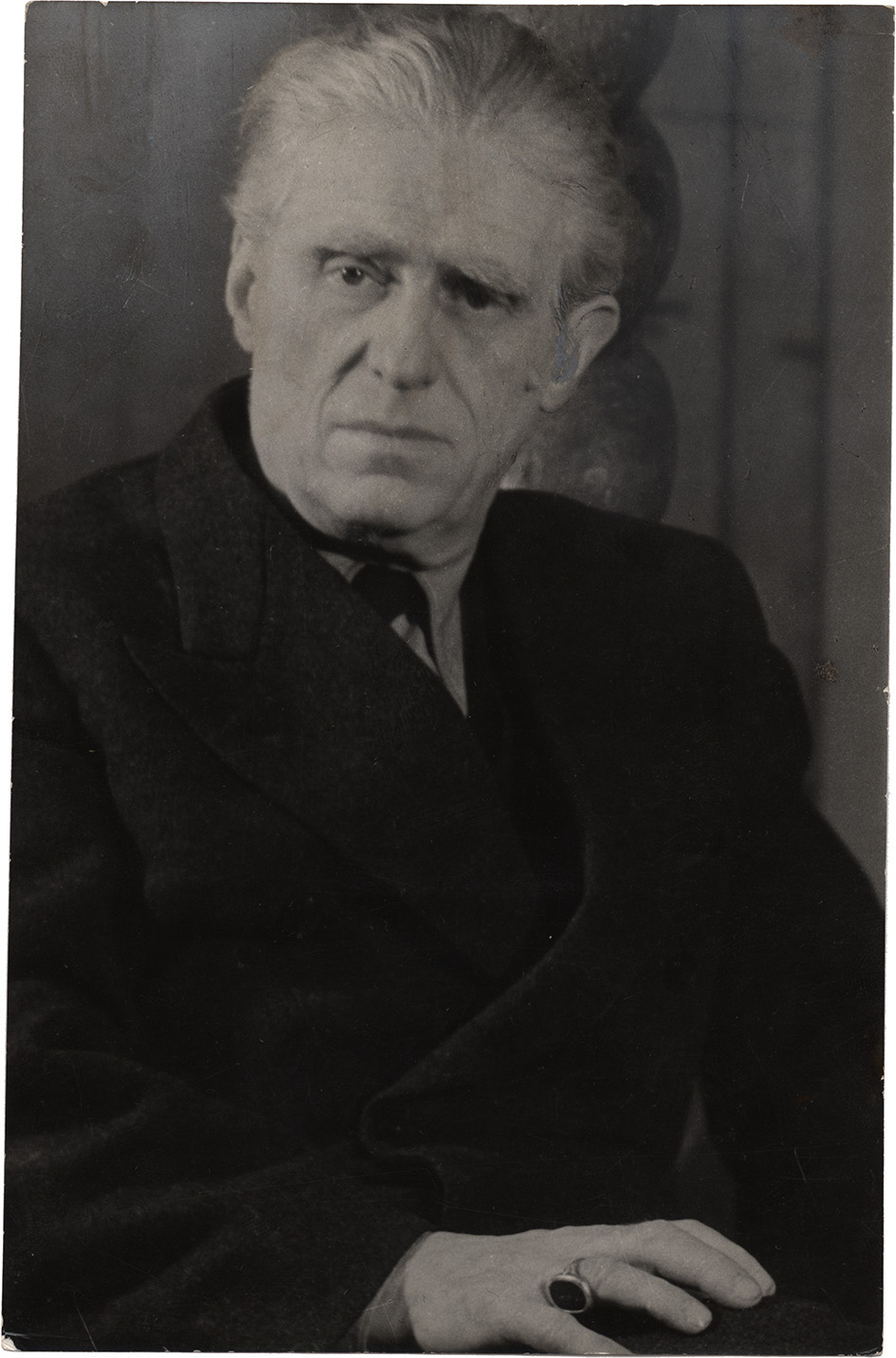
Gian Francesco Malipiero (1882–1973)

- Malipiero, Luigi (1901–1975), deutscher Theaterregisseur, Intendant, Schauspieler und Bühnenbildner
- Malipiero, Pasquale († 1462), Doge von Venedig (1457–1462)
- Malipiero, Riccardo (1886–1975), italienischer Cellist und Musikpädagoge
- Malipiero, Riccardo (1914–2003), italienischer Komponist, Pianist und Musikpädagoge

### Maliq
- Maliq (* 1980), deutscher R&B-Sänger
- Maliqaj, Egzon (* 1991), kosovarisch-schweizerischer Boxsportler
- Maliqati, Sulejman (1928–2022), albanischer Fußballtorhüter
- Maliqi, Behar (* 1986), kosovarischer Fußballspieler
- Maliqi, Jonida (* 1983), albanische Sängerin
- Maliqi, Sara (* 1995), albanische Fußballspielerin

### Malir
- Malíř, Jan (* 1948), tschechischer Kameramann
- Malířová, Helena (1877–1940), tschechische Schriftstellerin

### Malis
- Malis, Joseph, US-amerikanischer Basketballspieler
- Mališauskas, Vidmantas (* 1963), litauischer Schachspieler
- Mališauskienė, Jurgita (* 1990), litauische Schachspielerin
- Mališauskienė, Marina (* 1966), litauische Schachspielerin
- Malisch, Kurt (1881–1970), deutscher Schwimmer
- Malisch, Wolfgang (* 1943), deutscher Chemiker, Hochschullehrer und Basketballfunktionär
- Malischewsky, Peter (* 1945), deutscher Geophysiker
- Malischke, Werner (* 1961), deutscher Fußballspieler
- Malise, 5. Earl of Strathearn, schottischer Magnat
- Malise, 6. Earl of Strathearn, schottischer Magnat
- Malise, 7. Earl of Strathearn, schottischer Adliger
- Malise, 8. Earl of Strathearn, schottisch-norwegischer Magnat
- Malissa, Hanns (1920–2010), österreichischer Chemiker
- Malisse, Xavier (* 1980), belgischer TennisspielerXavier Malisse (* 1980)

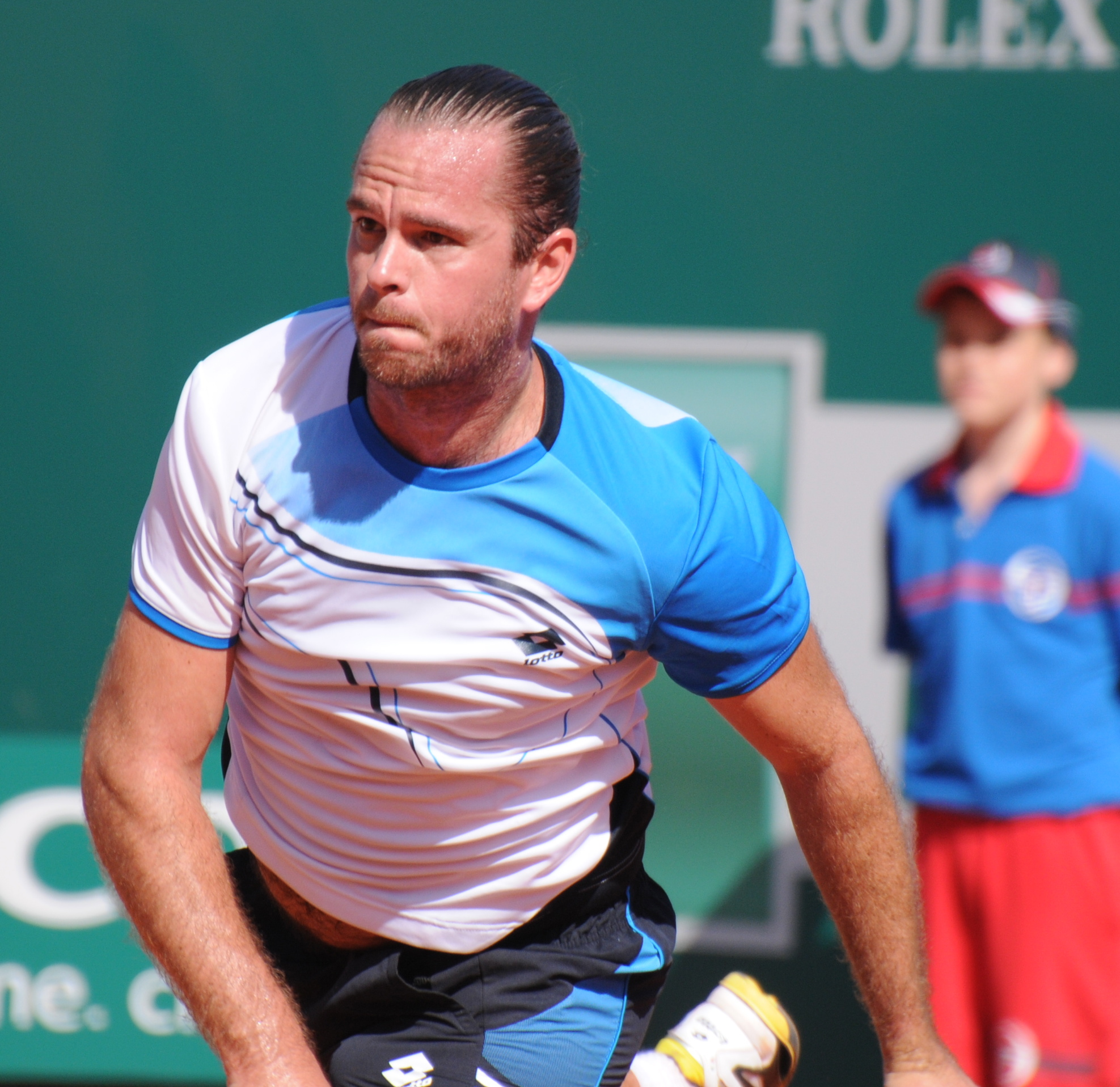
Xavier Malisse (* 1980)

- Maliszewska, Natalia (* 1995), polnische Shorttrackerin
- Maliszewska, Patrycja (* 1988), polnische Shorttrackerin
- Maliszewski, Camillo von (1836–1908), preußischer Generalmajor
- Maliszewski, Ferdinand von (1790–1877), preußischer General der Infanterie
- Maliszewski, Karol (* 1960), polnischer Literaturkritiker, Literaturhistoriker, Lyriker, Prosaschriftsteller und Übersetzer
- Maliszewski, Witold (1873–1939), polnischer Komponist

### Malit
- Malit, Herina (* 1947), kenianische Leichtathletin
- Malița, Mircea (1927–2018), rumänischer Politiker (PCR), Minister und Botschafter
- Malitz, Bruno (1905–1948), deutscher NSDAP-Kreisleiter und hingerichteter Kriegsverbrecher
- Malitz, Jürgen (* 1947), deutscher Althistoriker
- Malitz, Werner (1926–2017), deutscher Radrennfahrer
- Malitzky, Heinz (1903–1995), deutscher Finanzjurist und Bundesrichter

### Maliu
- Maliušicka, Beata (* 1974), litauische Politikerin, Vize-Innenministerin
- Maliuti, Sveatoslav (* 1992), moldauischer Biathlet und Skilangläufer

### Maliv
- Malivel, Jeanne (1895–1926), bretonische Malerin, Graveurin, IllustrateurinJeanne Malivel (1895–1926)

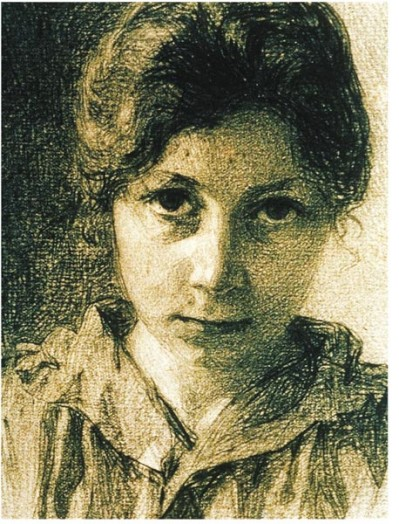
Jeanne Malivel (1895–1926)

- Malivoire, Bernard (1938–1982), französischer Ruderer

### Maliz
- Malizia, Enrico (* 1926), italienischer Hochschulprofessor für Toxikologie
- Malizki, Sergei Wazlawowitsch (* 1962), russischer Fantasyautor polnischer Abstammung